# Greeley Hill (California)
Greeley Hill es un lugar designado por el censo ubicado en el condado de Mariposa en el estado estadounidense de California. En el año 2010 tenía una población de 915 habitantes.

## Geografía
Greeley Hill se encuentra ubicado en las coordenadas 37°44′25″N 120°7′25″O / 37.74028, -120.12361.